# Théâtre Moderne
Pour les articles homonymes, voir Théâtre Moderne (homonymie) et Gymnase.
Le théâtre Moderne est une ancienne salle de spectacles parisienne, située 12 boulevard des Italiens / 29 bis passage de l'Opéra (galerie du Baromètre) dans le 9e arrondissement de Paris. Inauguré en 1825, il est démoli en 1925 en même temps que le passage pour permettre le prolongement du boulevard Haussmann.

## Historique

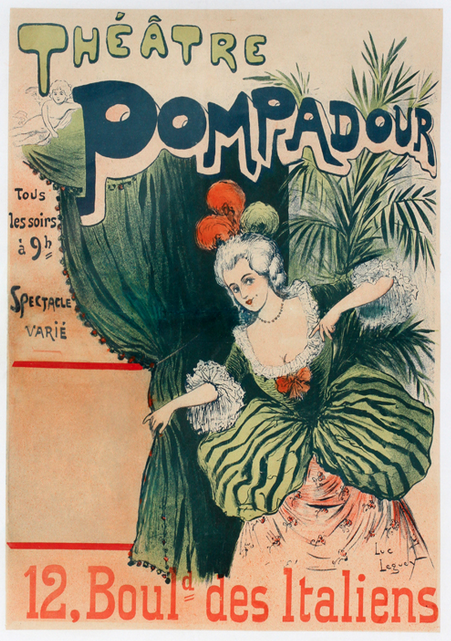
Théâtre Pompadour (vers 1900), affiche de Luc Leguey.

Ouverte en 1825, la salle est initialement destinée à abriter l'Europorama, spectacle composé de projections de différents pays, avant de devenir en 1829 le théâtre Joly sous la direction du comédien Adrien Muffat dit Joly.
En 1835, Auguste Monval de Saint-Hilaire y installe son Gymnase-Enfantin ou gymnase des Enfants créé en 1829. Ainsi nommé en référence au Gymnase-Dramatique, on y présente, comme son nom l'indique, des spectacles exclusivement joués par des enfants, genre mis à la mode au XVIIIe siècle par le théâtre des Beaujolais. Plusieurs artistes y font leurs débuts comme Alphonsine ou Clarisse Midroy.
Le 30 juillet 1843, la salle est ravagée par un incendie et la troupe est intégrée à celle du théâtre Comte.
Reconstruite en 1846 et pourvue de 250 places, elle prend le nom de salle Beethoven en 1850 et se consacre à la musique classique. En 1862, elle abrite le Deutsches Theatre d'Ida Bruning, en 1865 un musée de cire, le musée Hartkoff, puis, en 1869, des spectacles de magie de Faure-Nicolay. À la suite d'un nouvel incendie, elle passe entre différentes mains après les événements de la Commune pour ne revenir au théâtre qu'en 1887.
Entièrement refaite dans le style Louis XV en octobre 1896, elle devient le théâtre Pompadour, décoré de panneaux signés Tony Minartz et placé sous la direction de L. Darthenay et Edmond Benjamin, promoteurs d'un style « Grand-Guignol ». Après avoir abrité en 1899 le théâtre du Rire  puis le Théâtre-Réaliste, elle est laissée à l'abandon. En 1901, Marcel Nancey relance le lieu, y créant de jeunes auteurs comme Henri Bernstein, André de Lorde, Willy ou Lucien Boyer. Il cède les rênes à Gustave Quinson en 1903 pour diriger le théâtre des Bouffes-Parisiens. La salle est agrandie à 350 places et programme des revues, des comédies et des opérettes. En 1907, Marcel Jullien reprend la direction tout en poursuivant la programmation. En 1919, sous la direction d’Alice Choppy des Granges, le théâtre se tourne ouvertement vers le genre grivois, alors en vogue. En 1922, elle rebaptise la salle Moulin-Rose en référence au théâtre du Moulin-Bleu, qui remporte un grand succès rue de Douai avec ses spectacles dénudés. Mais condamnée par les travaux de prolongement du boulevard Haussmann, la salle doit fermer définitivement en novembre 1924 pour être démolie l'année suivante.